# David Okereke
David Chidozie Okereke (Lagos, 29 de agosto de 1997) es un futbolista nigeriano que juega en la demarcación de delantero para la U. S. Cremonese de la Serie A.

## Biografía
Tras empezar a formarse como futbolista en el Spezia Calcio, el 9 de abril de 2016 hizo su debut en un partido de la Serie B contra el Novara Calcio, tras sustituir a Andrea Catellani en el minuto 83. En el mercado veraniego de 2019 se marchó traspasado al Club Brujas. Tras dos temporadas se marchó cedido al Cosenza Calcio donde jugó un total de 24 partidos y anotó cuatro goles. En 2018 volvió al Spezia, donde jugó otra temporada más. El 9 de julio de 2019 se marchó traspasado por cuatro temporadas al Club Brujas. Dos años después de su llegada a Bélgica, en agosto de 2021, regresó a Italia para jugar cedido en el Venezia F. C. Siguió compitiendo en el mismo país una vez terminó la cesión, ya que en el mes de julio fue vendido a la U. S. Cremonese. En año y medio marcó once tantos en 57 partidos y en febrero y septiembre de 2024 fue prestado al Torino F. C. y al Gaziantep F. K. respectivamente.

## Clubes
| Club                     | País    | Año       | Partidos | Goles |
| ------------------------ | ------- | --------- | -------- | ----- |
| Spezia Calcio            | Italia  | 2016-2018 | 26       | 1     |
| Cosenza Calcio (cedido)  | Italia  | 2018      | 24       | 4     |
| Spezia Calcio            | Italia  | 2018-2019 | 32       | 10    |
| Club Brujas              | Bélgica | 2019-2021 | 71       | 15    |
| Venezia F. C. (cedido)   | Italia  | 2021-2022 | 33       | 7     |
| U. S. Cremonese          | Italia  | 2022-2024 | 57       | 11    |
| Torino F. C. (cedido)    | Italia  | 2024      | 9        | 0     |
| Gaziantep F. K. (cedido) | Turquía | 2024-2025 | 30       | 8     |
| U. S. Cremonese          | Italia  | 2025-     |          |       |

## Palmarés

### Títulos nacionales
| Título                      | Club        | País    | Año  |
| --------------------------- | ----------- | ------- | ---- |
| Primera División de Bélgica | Club Brujas | Bélgica | 2020 |
| Primera División de Bélgica | Club Brujas | Bélgica | 2021 |
| Supercopa de Bélgica        | Club Brujas | Bélgica | 2021 |
| Supercopa de Bélgica        | Club Brujas | Bélgica | 2022 |